# Teologia wesleyano-arminiana
La teologia wesleyana, altrimenti nota come teologia wesleyano-arminiana, o teologia metodista, è una tradizione teologica del cristianesimo protestante basata sul ministero dei fratelli riformatori evangelici del XVIII secolo John Wesley e Charles Wesley.
Più in generale si riferisce al sistema teologico dedotto dai vari sermoni (ad esempio i Quarantaquattro Sermoni) trattati teologici, lettere, diari, diari, inni e altri scritti spirituali dei Wesley e dei loro coadiutori contemporanei come John William Fletcher.
La teologia wesleyano-arminiana si sviluppò come tentativo di spiegare il Cristianesimo in un modo diverso dagli insegnamenti del Calvinismo. L'Arminianesimo è uno studio teologico condotto da Jacobus Arminius, dai Paesi Bassi, in opposizione all'ortodossia calvinista sulla base del libero arbitrio. Nel 1610, dopo la morte di Arminius, i suoi seguaci, guidati da Simon Episcopius, presentarono un documento ai Paesi Bassi. Questo documento è conosciuto oggi come i Cinque Articoli di Rimostranza. La teologia wesleyana, d'altra parte, era fondata sugli insegnamenti di John Wesley, un evangelista inglese, e le credenze di questo dogma derivano dalle sue numerose pubblicazioni, tra cui la sua raccolta di sermoni, riviste, riassunti di opere teologiche, devozionali e storiche cristiane e una varietà di trattati e trattati su argomenti teologici. Successivamente, le due teorie si sono unite in un unico insieme di valori per la chiesa contemporanea. Tuttavia, se esaminati separatamente, si possono scoprire i loro dettagli unici, così come le loro somiglianze negli ideali.